# Akalla kyrka
Akalla kyrka, formellt De heliga martyrernas syrianska katolska kyrka, är en kyrkobyggnad i Akalla centrum i Stockholms kommun. Den var till 2020 församlingskyrka i Spånga-Kista församling i Stockholms stift. Kyrkobyggnaden invigdes 1976.
Tidigare var kyrkan en samarbetskyrka mellan EFS och Svenska kyrkan. 2016 togs kyrkan över av Svenska kyrkan som i sin tur 2020 sålde den till Stockholms katolska stift. Kyrkan är numera hemkyrka för syrianska katolska kyrkan.

## Kyrkobyggnaden
Kyrkan med församlingslokaler är uppförd av mörkrött tegel och ritad av arkitekt Hans Wieland. Själva kyrkan är 15 meter i längd, bredd och höjd och därmed kubformad. Den är väl synlig ovanför de omgivande lägre församlingslokalerna. Högst upp, direkt under det platta taket, löper en fönsterrad runt hela kyrkan.
Kyrkans entré ligger i norr invid Sibeliusgången utan förgård. Vid södra sidan finns en parkeringsplats. I väster ligger en butik och i öster ett daghem. Kyrkan och församlingsbyggnaderna bildar en hästskoformad plan som rymmer en innergård öster om kyrkan. På innergården står en klockstapel byggd som ett högt kors med fyra korsarmar som pekar åt varsitt väderstreck. Korset är byggt i cortenstål och har artificiell klockringning i högtalare.

## Inventarier
All inredning är av furu och ritad av kyrkans arkitekt.
- En åttakantig dopfunt håller upp en dopskål av silver.
- Ett högt furukors hänger mitt på korväggen och är kyrkans enda altarprydnad.
- Altarbordet är fristående.
- Från taket hänger en cirkelformad ljuskrona som är fem meter bred. I cirkeln sitter lampor i tolv grupper med sex lampor i varje grupp.

### Orgel
- Den nuvarande orgeln är byggd 1978 av Modulorgel AB, Umeå, och är en elektrisk orgel. Alla stämmor disponeras fritt på två manualer och pedal. Orgeln har tre fria kombinationer och Subbas 16' är selektiv för manual I. Svällare finns även för huvudverket utom Subbas 16'. Orgeln har pipor som är samlade i ett högt sittande väggskåp.

| Huvudverk I   | Svällverk II      | Pedal | Koppel |
| Subbas 16´    | Gedackt 8'        |       |        |
| Rörflöjt 8'   | Spetsflöjt 4'     |       |        |
| Principal 4'  | Principal 2'      |       |        |
| Blockflöjt 2' | Sesquialtera II   |       |        |
| Mixtur III    | Zimbel II         |       |        |
| Dulcian 8'    | Tremulant         |       |        |
| Tremulant     | Crescendosvällare |       |        |